# 岡山県道381号牛文香登本線
岡山県道381号牛文香登本線（おかやまけんどう381ごう うしふみかがともとせん）は、岡山県瀬戸内市から備前市に至る一般県道である。

## 概要
瀬戸内市長船町牛文と備前市香登本を結ぶ。

### 路線データ
- 起点：瀬戸内市長船町牛文（岡山県道83号飯井宿線交点）
- 終点：備前市香登本（香登交差点、国道2号交点）
- 総延長：4.7 km

## 歴史
- 1960年（昭和35年）3月18日 - 岡山県告示第335号により岡山県道180号牛文香登線として認定される。
- 1962年（昭和37年）5月1日 - 岡山県告示第428号により岡山県道180号牛文香登本線に改称する。
- 1965年（昭和40年）3月31日 - 国道・主要地方道再編に伴う岡山県の県道路線再編により岡山県道167号牛文香登本線に改称する。
- 1971年（昭和46年）4月1日 - 和気郡備前町・三石町が対等合併して備前市が発足したことに伴い終点の地名表記が変更される（和気郡備前町香登本→備前市香登本）。
- 1972年（昭和47年） - 岡山県の県道番号再編（固定番号制導入）により岡山県道381号牛文香登本線に改称する（時期不明）。
- 2004年（平成16年）11月1日 - 邑久郡の牛窓町・邑久町・長船町が対等合併して瀬戸内市が発足したことに伴い起点の地名表記が変更される（邑久郡長船町牛文→瀬戸内市長船町牛文）。

## 路線状況
別に「香登」という地名が使われなくなったわけではないのだが、路線名称を変更した要因としては起終点に使用されている地名を大字に統一して路線名称に生じるアンバランスを解消しようとしたことが考えられる。ちなみに牛文は市町村制施行（1889年（明治22年）4月1日）以降一切自治体名として使用されていないのに対し、香登は和気郡香登村（1889年（明治22年） - 1927年（昭和2年））→和気郡香登町（1927年（昭和2年） - 1955年（昭和30年））と昭和の大合併の頃まで自治体名として使用されている。
1962年（昭和37年）に改称したにもかかわらず1982年（昭和57年）頃まで岡山県発行の資料（「岡山県統計年報」など）では「牛文香登線」と表記されていた。

## 地理

### 通過する自治体
- 岡山県
  - 瀬戸内市 - 備前市

### 交差する道路
| 交差する道路            | 市町村名 | 交差する場所 | 交差する場所      |
| ----------------------- | -------- | ------------ | ----------------- |
| 岡山県道83号飯井宿線    | 瀬戸内市 | 長船町牛文   | 起点              |
| 岡山県道425号磯上備前線 | 瀬戸内市 | 長船町磯上   |                   |
| 国道2号 国道250号 重複  | 備前市   | 香登本       | 香登交差点 / 終点 |

### 交差する鉄道
- 赤穂線

### 沿線
- 県民の森
- 丸山古墳 - 国指定史跡
- 岡山県立東備支援学校
- JR西日本赤穂線 香登駅（終点付近）